# گمینا نکلا
گمینا نکلا (به لهستانی:  Gmina Nekla) یک گمینا در لهستان است که در شهرستان وژشنگا واقع شده‌است. گمینا نکلا ۹۶٫۲۴ کیلومتر مربع مساحت و ۶٬۶۲۳ نفر جمعیت دارد.